# コリン・スタンリー・ガム
コリン・スタンリー・ガム（Colin Stanley Gum、1924年-1960年4月29日）は、オーストラリアの天文学者である。
ストロムロ山天文台の広域カメラを用い、南天の輝線星雲を収録した天体カタログを作成し、1955年にA study of diffuse southern H-alpha nebulaeというタイトルで出版した。これは、85個の星雲や複合星雲を収録したもので、現在はガムカタログとして知られている。その中で、とも座とほ座に跨がる巨大な星雲ガム12は、後に彼の名前に因んでガム星雲と名付けられた。またガムは、フランク・ジョン・カーやガルト・ウェスタハウトが所属するチームに参加し、宇宙の21cm線の存在位置を正確に確定する研究にも携わった。
ガムは、1959年にシドニー大学の観測天文学プログラムの長に指名されたが、翌年、スイスのツェルマットでスキー事故により亡くなった。ガムの死亡記事は、Australian Journal of Science (Vol. 23, no. 4, 1960)に掲載された。
月のクレーターガムは、彼の名前に因んで名付けられた。
義理の弟は、著名な文化地理学者のフェイ・ガムである。